# Vokzalna (métro de Kharkiv)
Pour les articles homonymes, voir Vokzalna.
Vokzalna (en ukrainien : Вокзальна) est une station de la ligne Kholodnohirsko-Zavodska (L1) du métro de Kharkiv. Elle est située à l'ouest de la ville de Kharkiv en Ukraine. Elle est en correspondance avec la gare de Kharkiv.
Mise en service en 1975, elle est desservie par les rames de la ligne 1. Le service est arrêté ou perturbé depuis l'invasion de l'Ukraine par la Russie en 2022.

## Situation sur le réseau

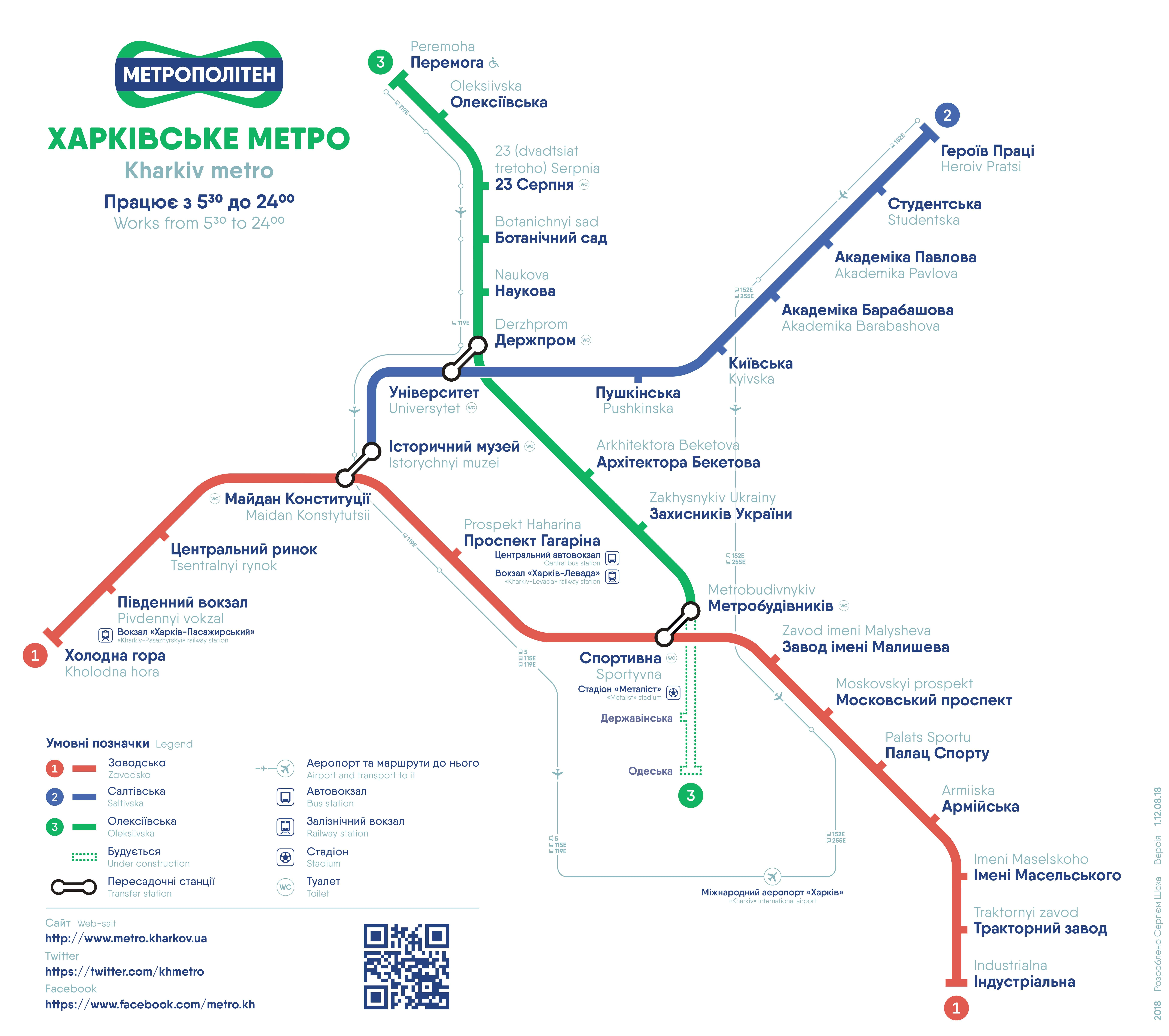
Plan du métro.

Établie en souterrain, la station Pivdennyi vokzal, est une station de passage de la ligne Kholodnohirsko-Zavodska (L1) du métro de Kharkiv. Elle est située entre la station Kholodna hora, terminus ouest, et la station Tsentralnyi rynok, en direction du terminus est Industrialna.
Elle dispose d'un quai central encadré par les deux voies de la ligne.

## À proximité
- Gare de Kharkiv